# Mount Pioa
Der Mount Pioa oder Rainmaker Mountain (dt. Regenmacher Berg) ist ein 523 m hoher Berg auf der zu Amerikanisch-Samoa gehörenden Insel Tutuila.

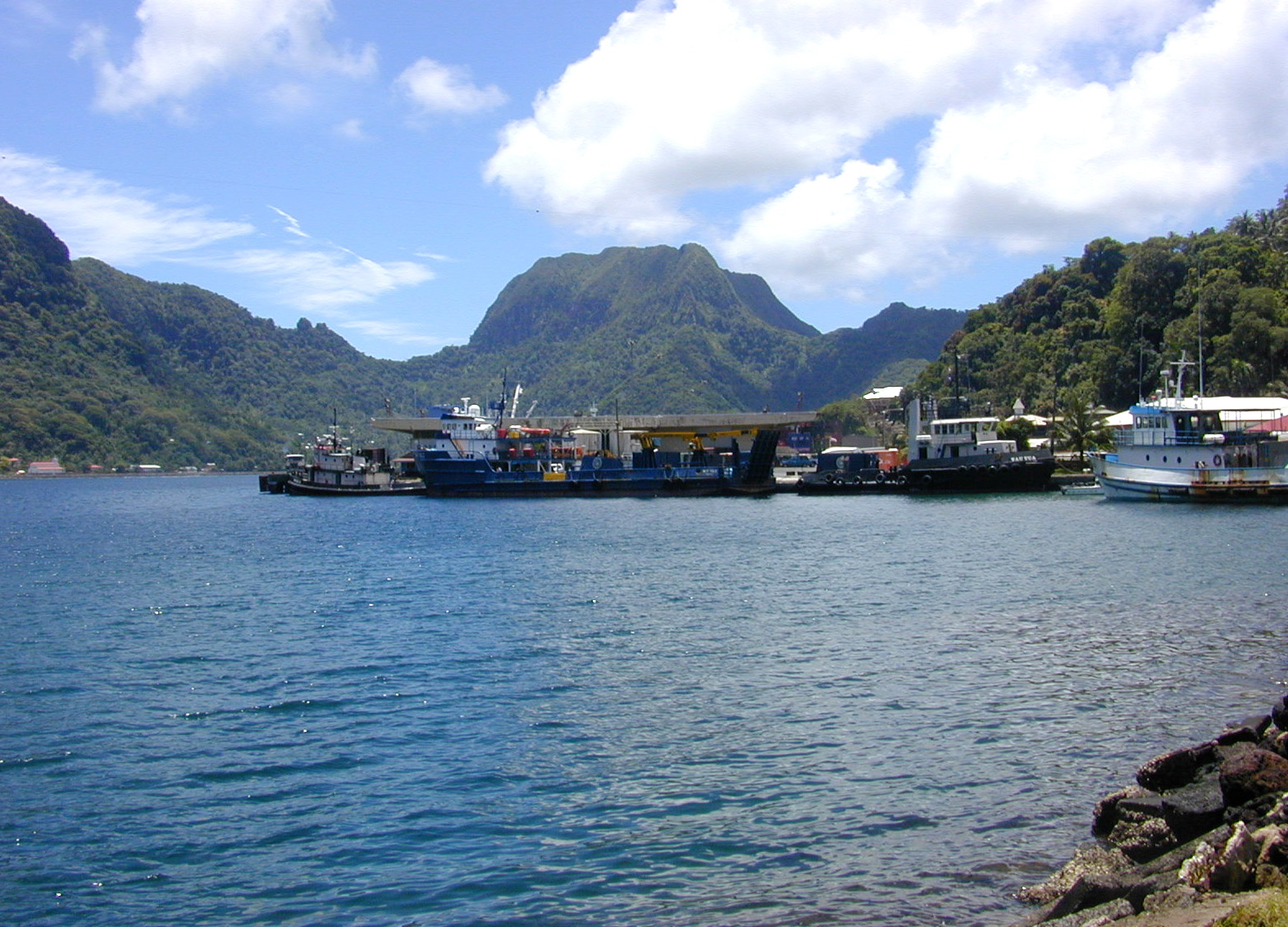
Rainmaker Mountain

Der Berg liegt nahe der Stadt Pago Pago und dominiert deren landschaftliches Bild. Er ist dafür verantwortlich, dass die Bucht um Pago Pago eine relativ große Regenmenge erhält, da die Wolken an ihm abregnen. An seinen Abhängen wird eine jährliche Niederschlagsmenge von 5000 mm erreicht. Er besitzt drei Gipfel und seine Abhänge sind von tropischem Regenwald bedeckt. Der Berg bildet oberhalb der 243-Meter-Höhenlinie seit 1972 eine National Natural Landmark.